# 水野はるき
水野 はるき（みずの はるき、1979年7月21日 - ）は、日本のAV女優。
千葉県出身。初期は「1979年3月3日生まれ、東京都出身」としていた。2000年の最初の復活時に、「1980年3月3日生まれ、東京都出身」とした後、間もなく冒頭のプロフィールに改めた。
ボディサイズはT150/B85(E)/W58/H83（グラビアデビュー時）→T150/B85(E)/W56/H88（ドグマ出演時）。

## 経歴
1997年、『週刊プレイボーイ』（9月30日号）のヌードグラビアでデビューし、テレビ朝日の深夜番組『金髪先生』にレギュラー出演。同年12月には『裸足の妖精』（セクシア）でAVデビューした。バンビプロモーションに所属していた。
1990年代後半から2000年代前半にかけて活動したが活動は不安定で、1998年9月発売の『燃えよ乳ボン!!』（宇宙企画）をもって引退したあと、2000年9月に『再会-REUNION』（セクシア）で再デビュー。3作を残し引退、2002年6月に『renew　復活します』（アリスJAPAN）で再々デビュー。4作を残し引退、2003年にインディーズで復活と、引退・復活を繰り返した。2004年2月発売の『拘束椅子トランス』を最後に、4度目の引退をし、以後新作は発売されていない。

## 作品

### アダルトビデオ（オリジナル作品）
- 裸足の妖精　（1997年12月26日、セクシア）
- リボンをはずして…　（1998年1月30日、セクシア）
- あまえんぼう　（1998年3月15日、セクシア）
- Wの刺激　（1998年4月23日、セクシア）
- プリティワイフ 4　（1998年5月22日、セクシア）
- Chu♥　（1998年6月19日、セクシア）
- イヴの誘惑　（1998年7月7日、宇宙企画）
- ごめんね。　（1998年8月14日、セクシア）
- 燃えよ乳（ちち）ボン!!　（1998年9月6日、宇宙企画）
- 再会～REUNION～　（2000年9月15日、セクシア）
- Make Love　（2000年10月13日、セクシア）
- この胸のトキメキを　（2000年11月14日、宇宙企画）
- renew　復活します　（2002年6月28日、アリスJAPAN）
- 逆ソープ天国　（2002年7月26日、バビロン）
- レイプ狂い　（2002年8月27日、アリスJAPAN）
- 若妻の匂い 77　（2003年7月8日、光夜蝶）
- 水野はるきの表に出せないビデオ　（2003年7月16日、エイチエス映像）
- 狙う女教師 ノーカット フル バージョン　（2003年7月25日、シャイ企画）
- Only One　（2003年8月10日、アクティブワン）
- 超-美乳のアングル　（2003年9月1日、ワンズファクトリー）
- ドグマ・ファッカー　単体女優の嘘とホンネ　（2003年12月10日、ドグマ）
- ザーメン・バトル・ロワイヤル2004　（2004年1月10日、ドグマ）
- 拘束椅子トランス　（2004年2月10日、ドグマ）

### アダルトビデオ（主な編集版）
- セクシープリンセス　（1998年5月15日、オフサイドシネマ） Video-CD、セクシア作品編集版
- Melody　（1998年8月17日、オフサイドシネマ）　Video-CD、セクシア作品編集版
- セクシア　トウィンクルメモリーズ　（1999年7月16日、セクシア）　VHS、セクシア作品編集版、他出演：白石ことこ
- 宇宙企画DX 120分スペシャル コスプレ編 7（2000年7月29日、宇宙企画 MDV-32）全12名
  - 宇宙企画DX 120分スペシャル コスプレ編 7（2001年11月22日、宇宙企画 RMD-036）全12名
- 覚醒～めざめ～　（2000年11月17日、セクシア）　DVD、セクシア作品編集版
- 妖精　（2000年12月8日、セクシア）　DVD、セクシア作品編集版
- 宇宙企画2001DX（2001年6月17日、宇宙企画 FX-49）全10名
- 宇宙企画DX 120分スペシャル 8（2001年8月15日、宇宙企画 MDV-039）全10名
- 逆ソープ天国（DVD版）　（2003年1月24日、アリスJAPAN）　DVD、「逆ソープ天国」「レイプ狂い」収録
- 宇宙企画Memorial　（2004年1月23日、宇宙企画）　DVD、「イヴの誘惑」「燃えよ乳ボン!!」「この胸のトキメキを」収録
- Sexian Beauty　（2004年4月16日、笠倉出版社）　DVD、セクシア作品編集版
- G1ダービー 第2レース（2004年12月1日、ワンズファクトリー WD-102）全10名

### イメージビデオ
- 優しく優しく抱いて　（美少女EROS恋写舘 29）　（1998年1月、英知出版）
- THAT MY FEELING　（1998年6月15日、FLYING DRAGON （ひりゅうビジュアルネットワーク））
- 天使のみるく　（美少女EROS恋写舘 38）　（1998年7月、英知出版）

## 出演

### テレビドラマ
- 木更津キャッツアイ 第3話 僕の息子が死ぬ!?（2002年2月1日、TBS・金曜ドラマ）

### テレビ番組
- 金髪先生 第四期（1998年4月7日 - 1998年9月22日、テレビ朝日）講師:ドリアン助川 - 生徒 役 ※音楽番組

## 書籍

### 写真集
- ふれあい（1997年12月25日発行、英知出版、撮影：斉木弘吉）ISBN 9784754211738
- FAIRY TALE（1998年11月10日発行、英知出版、撮影：斉木弘吉）ISBN 9784754212001
- REBIRTH（1999年11月5日発行、リイド社、撮影：斉木弘吉）ISBN 9784845815043
- CANTIK（2000年12月20日発行、メディアックス、撮影：若杉ケンジ）ISBN 9784896138603